# Cristoforo di Werle
Cristoforo di Werle (XIV secolo – Pritzwalk, 25 agosto 1425) è stato un principe di Meclemburgo e signore di Werle-Waren.

## Biografia
Cristoforo era il secondo figlio di Giovanni VI di Werle. 
Alla morte del padre, fra il 1385 e 1395, la signoria di Werle-Waren venne ereditata dal fratello maggiore Nicola, che poi lo associò al governo nel 1401. Dal 1408, dopo la morte del fratello regnò da solo fino alla sua morte.
Nicola morì il 25 agosto del 1425 presso Pritzwalk in uno scontro con delle truppe del Brandeburgo.
Non ci sono notizie storiche che Cristoforo fosse sposato. Alla sua morte, non essendoci eredi, il ramo Werle-Waren della signoria passò a Guglielmo di Werle.

## Ascendenza
|                                      |                                         |                                      | Genitori                                |  |  | Nonni |  |  | Bisnonni                              |  |  | Trisnonni                    |  |
|                                      |                                         |                                      |                                         |  |  |       |  |  | Giovanni II, signore di Werle-Güstrow |  |  | Giovanni I, signore di Werle |  |
|                                      |                                         |                                      |                                         |  |  |       |  |  | Giovanni II, signore di Werle-Güstrow |  |  | Giovanni I, signore di Werle |  |
|                                      |                                         | Sofia di Lindow-Ruppin               |                                         |  |  |       |  |  | Giovanni II, signore di Werle-Güstrow |  |  |                              |  |
| Bernardo II, signore di Werle-Waren  |                                         |                                      |                                         |  |  |       |  |  | Giovanni II, signore di Werle-Güstrow |  |  |                              |  |
|                                      |                                         | Matilde di Brunswick-Grubenhagen     | Enrico I, duca di Brunswick-Grubenhagen |  |  |       |  |  |                                       |  |  |                              |  |
|                                      |                                         | Matilde di Brunswick-Grubenhagen     | Enrico I, duca di Brunswick-Grubenhagen |  |  |       |  |  |                                       |  |  |                              |  |
|                                      |                                         | Matilde di Brunswick-Grubenhagen     | Elisabetta di Brunswick-Göttingen       |  |  |       |  |  |                                       |  |  |                              |  |
| Giovanni VI, signore di Werle-Waren  |                                         | Matilde di Brunswick-Grubenhagen     |                                         |  |  |       |  |  |                                       |  |  |                              |  |
|                                      |                                         | Giovanni III, conte di Holstein-Plön | Gerardo II, conte di Holstein-Plön      |  |  |       |  |  |                                       |  |  |                              |  |
|                                      |                                         | Giovanni III, conte di Holstein-Plön | Gerardo II, conte di Holstein-Plön      |  |  |       |  |  |                                       |  |  |                              |  |
|                                      |                                         | Giovanni III, conte di Holstein-Plön | Ingeborg di Svezia                      |  |  |       |  |  |                                       |  |  |                              |  |
| Elisabetta di Holstein-Plön          |                                         | Giovanni III, conte di Holstein-Plön |                                         |  |  |       |  |  |                                       |  |  |                              |  |
|                                      |                                         | Agnese di Brandeburgo                | Giovanni I, margravio di Brandeburgo    |  |  |       |  |  |                                       |  |  |                              |  |
|                                      |                                         | Agnese di Brandeburgo                | Giovanni I, margravio di Brandeburgo    |  |  |       |  |  |                                       |  |  |                              |  |
|                                      |                                         | Agnese di Brandeburgo                | Jutta di Sassonia                       |  |  |       |  |  |                                       |  |  |                              |  |
| Cristoforo, signore di Werle-Waren   |                                         | Agnese di Brandeburgo                |                                         |  |  |       |  |  |                                       |  |  |                              |  |
|                                      | Giovanni III, signore di Werle-Goldberg | Nicola II, signore di Werle          |                                         |  |  |       |  |  |                                       |  |  |                              |  |
|                                      | Giovanni III, signore di Werle-Goldberg | Nicola II, signore di Werle          |                                         |  |  |       |  |  |                                       |  |  |                              |  |
|                                      | Giovanni III, signore di Werle-Goldberg | Richenza di Danimarca                |                                         |  |  |       |  |  |                                       |  |  |                              |  |
| Nicola IV, signore di Werle-Goldberg | Giovanni III, signore di Werle-Goldberg |                                      |                                         |  |  |       |  |  |                                       |  |  |                              |  |
|                                      |                                         | Matilde di Pomerania-Stettino        | Ottone I, duca di Pomerania-Stettino    |  |  |       |  |  |                                       |  |  |                              |  |
|                                      |                                         | Matilde di Pomerania-Stettino        | Ottone I, duca di Pomerania-Stettino    |  |  |       |  |  |                                       |  |  |                              |  |
|                                      |                                         | Matilde di Pomerania-Stettino        | Caterina di Holstein-Plön               |  |  |       |  |  |                                       |  |  |                              |  |
| Agnese di Werle-Goldberg             |                                         | Matilde di Pomerania-Stettino        |                                         |  |  |       |  |  |                                       |  |  |                              |  |
|                                      |                                         | Ulrico II, conte di Lindow-Ruppin    | Ulrico I, conte di Lindow-Ruppin        |  |  |       |  |  |                                       |  |  |                              |  |
|                                      |                                         | Ulrico II, conte di Lindow-Ruppin    | Ulrico I, conte di Lindow-Ruppin        |  |  |       |  |  |                                       |  |  |                              |  |
|                                      |                                         | Ulrico II, conte di Lindow-Ruppin    | Adelaide di Schladen                    |  |  |       |  |  |                                       |  |  |                              |  |
| Agnese di Lindow-Ruppin              |                                         | Ulrico II, conte di Lindow-Ruppin    |                                         |  |  |       |  |  |                                       |  |  |                              |  |
|                                      |                                         | Agnese di Anhalt-Zerbst              | Alberto I, principe di Anhalt-Zerbst    |  |  |       |  |  |                                       |  |  |                              |  |
|                                      |                                         | Agnese di Anhalt-Zerbst              | Alberto I, principe di Anhalt-Zerbst    |  |  |       |  |  |                                       |  |  |                              |  |
|                                      |                                         | Agnese di Anhalt-Zerbst              | Agnese di Brandeburgo-Stendal           |  |  |       |  |  |                                       |  |  |                              |  |
|                                      |                                         | Agnese di Anhalt-Zerbst              |                                         |  |  |       |  |  |                                       |  |  |                              |  |